# Linia kolejowa Neudietendorf – Ritschenhausen
Linia kolejowa Neudietendorf – Ritschenhausen – niezelektryfikowana, w przeważającej części jednotorowa linia kolejowa w Niemczech, w kraju związkowym Turyngia. Biegnie od Neudietendorf do Ritschenhausen przez Arnstadt, Suhl.